# L. Harrison Matthews
Leonard Harrison Matthews (12 de junio de 1901 - 27 de noviembre de 1986) fue un zoólogo británico, especialmente conocido por sus investigaciones y escritos sobre mamíferos marinos.

## Biografía
Nació en Bristol, Reino Unido. Realizó sus estudios de Ciencias Biológicas en la Universidad de Cambridge. Posteriormente participó con el Colonial Office en la expedición Discovery Investigations de 1924 a 1929, durante la cual estudió la biología de las ballenas y los elefantes marinos del sur (Mirounga leonina) en la isla subantártica de Georgia del Sur. A continuación fue Special Lecturer de Zoología en la Universidad de Bristol en 1935 y Research Fellow en la misma universidad en 1945. Durante la Segunda Guerra Mundial trabajó en las comunicaciones de radio y de radar. Más tarde fue director Científico de la Sociedad Zoológica de Londres desde 1951 hasta 1966.
Su hermano menor fue el fisiólogo Harold Bryan Matthews Cabot.

## Honores
- 1954 - Miembro de la Royal Society

### Eponimia
- Punta Harrison y Punta Matthews en Georgia del Sur, fueron nombradas así en su honor.

## Publicaciones
Es autor de numerosos artículos científicos y estudios de anfibios, reptiles, albatros y elefantes marinos, así como de varios libros sobre sus experiencias en el sur de Georgia. Sus publicaciones incluyen:
- 1931 – South Georgia, the Empire's Sub-Antarctic Outpost. John Wright & Sons: Bristol.
- 1934 – The Marine Deposits of the Patagonian Continental Shelf. (Discovery Reports). Cambridge University Press.
- 1937 – The Humpback whale, Megaptera Nodosa, (Discovery reports). Cambridge University Press.
- 1938 – The Sei whale, Balaenoptera Borealis. (Discovery reports). Cambridge University Press.
- 1938 – Notes on the Southern Right whale, Eubalaena Australis. (Discovery reports). Cambridge University Press.
- 1938 – The Sperm whale, Physeter Catodon. (Discovery reports). Cambridge University Press.
- 1939 – Reproduction in the Spotted Hyena. Cambridge University Press, for the Royal Society.
- 1951 – Wandering Albatross: Adventures among the Albatrosses and Petrels in the Southern Ocean. Londres. Macgibbon & Kee, with Reinhardt & Evans: Londres.
- 1952 – The British Amphibia and Reptiles. (Field study books series). Methuen: Londres.
- 1952 – British mammals. (New Naturalist 21). Collins: Londres.
- 1952 – Sea Elephant: The Life and Death of the Elephant Seal. MacGibbon & Kee: Londres.
- 1956 – The sexual skin of the Gelada Baboon (Theropithecus gelada). Transactions of the Zoological Society of London.
- 1962 – History of Pharmacy in Britain. E. & S. Livingstone: Edimburgo.
- 1963 – The Senses of Animals. (With Maxwell Knight). Scientific Book Club: Londres.
- 1968 – The Whale. Allen & Unwin: Londres.
- 1969-1971 – The Life of Mammals. (2 vols). Weidenfeld & Nicolson: Londres.
- 1973 – Charles Waterton: Wanderings in South America. (Editor and Introduction). Oxford University Press: Oxford. ISBN 0-19-255405-0
- 1975 – Man and Wildlife. (Biology and Environment series). Croom Helm: Londres.
- 1977 – Penguin. Adventures among the Birds, Beasts and Whalers of the Far South. Peter Owen: Londres. ISBN 0-7206-0504-0
- 1978 – The Natural History of the Whale. Weidenfeld and Nicolson: Londres. ISBN 0-297-77443-3
- 1979 – The Seals and the Scientists. Peter Owen: Londres. ISBN 0-7206-0524-5
- 1982 – Mammals in the British Isles. (New Naturalist 68). Collins: Londres. ISBN 0-00-219738-3

## Abreviatura (zoología)
La abreviatura Harrison  se emplea para indicar a L. Harrison Matthews como autoridad en la descripción y taxonomía en zoología.